# Bergen Challenger 1986
Il Bergen Challenger 1986 è stato un torneo di tennis facente parte della categoria ATP Challenger Series nell'ambito dell'ATP Challenger Series 1986. Il torneo si è giocato a Bergen in Norvegia dal 16 al 22 giugno 1986 su campi in terra rossa.

## Vincitori

### Singolare
Mark Buckley ha battuto in finale  Christer Allgårdh con il punteggio di 1–6, 7–6, 6–2

### Doppio
Christer Allgårdh /  Gilad Bloom hanno battuto in finale  Stephan Medem /  Harald Rittersbacher con il punteggio di 6–4, 4–6, 6–4